# 一氮化铪
一氮化铪是一种无机化合物，化学式为HfN，是铪的氮化物之一，是暗灰色至黄棕色固体。它可由铪和氮气在1400~1500 °C反应得到。它在加压和氮反应，可以得到Hf3N4。